# Gilbert Buatère
Gilbert Buatère (n. cca. 985 – d. 1 octombrie 1018) a fost unul dintre primii aventurieri normanzi ajunși în sudul Italiei. El era fiul mai mare al unui senior normand, cu sediul la Carreaux, în apropiere de Avesnes-en-Bray, regiunea Rouenului. Carreaux a acordat familiei, Drengot, numele alternativ de de Quarrel.
În 1016, fie Gilbert, fie - potrivit altor surse - fratele său Osmond, l-a asasinat pe un anume Guillaume Repostel, rudă a ducelui Richard al II-lea de Normandia; ducele i-a cruțat viața, însă l-a exilat. Osmond și cei patru frați ai săi — Gilbert, Asclettin, Rudolf și Rainulf — au călătorit în Marea Mediterană, pentru a veni în sprijinul lui Melus din Bari și al principelui Guaimar al III-lea de Salerno, conducători longobarzi răsculați împotriva Bizanțului. În 1018, 250 de cavaleri normanzi sub comanda lui Gilbert s-au luptat cu generalul bizantin Vasile Boioannes în bătălia de la Cannae, soldată cu grava înfrângere a normanzilor. Gilbert însuși, ca și Osmond, a murit în luptă, din întreaga trupă de mercenari normanzi supraviețuind doar zece.